# Любаново
Любаново (пол. Lubanowo) — село в Польщі, у гміні Бане Грифінського повіту Західнопоморського воєводства.
Населення — 918 осіб (2011).
У 1975-1998 роках село належало до Щецинського воєводства.

## Демографія
Демографічна структура станом на 31 березня 2011 року:
|          | Загалом | Допрацездатний вік | Працездатний вік | Постпрацездатний вік |
| -------- | ------- | ------------------ | ---------------- | -------------------- |
| Чоловіки | 478     | 93                 | 351              | 34                   |
| Жінки    | 440     | 88                 | 278              | 74                   |
| Разом    | 918     | 181                | 629              | 108                  |